# Janiodes bethulia
Janiodes bethulia är en fjärilsart som beskrevs av Druce 1904. Janiodes bethulia ingår i släktet Janiodes och familjen påfågelsspinnare. Inga underarter finns listade i Catalogue of Life.